# 乌鲁地南
乌鲁地南是马来西亚新山县新山的市郊，主要幹道為联邦3號公路，距離新山市中心約18公里，哥打丁宜約20公里。
自1990年代以來，新山的城市擴張帶動了烏魯地南經濟發展，現今已是該市發展最快的市郊之一，是地不老增長走廊的一部分。
乌鲁地南如今有两间购物中心，今日商场（Today's Mall）和NSK贸易城。
该区有一间大学，即吉星国际学院（Crescendo International College）。